# 廣重力
廣重 力（ひろしげ つとむ、1931年1月1日 - 2025年5月22日）は、日本の医学者。医学博士。北海道大学名誉教授。

## 来歴
- 1949年 北海道立苫小牧高等学校（現・北海道苫小牧東高等学校）卒業
- 1955年 北海道大学医学部医学科卒業
- 1960年 北海道大学大学院医学研究科博士課程修了
- 1962年 アメリカ・イェール大学医学部研究講師
- 1964年 北海道大学医学部助手
- 1967年 北海道大学医学部助教授
- 1975年 北海道大学医学部教授
- 1991年 北海道大学学長(総長)（-1995年）
- 1995年 北海道大学定年退官、同名誉教授。北海道医療大学教授
- 1996年 大学入試センター所長（-1999年）
- 1999年 北海道医療大学学長（-2006年）
- 2005年 学校法人東日本学園理事長（-2012年）

### 所属学会
日本生理学会常任幹事 （1978年-1993年）、日本内分泌学会理事 （1982年-1995年）、日本神経科学学会理事（1986年-1992年）などのほか、国外のアメリカ内分泌学会にも所属している。

### 大学入試センター時代
1997年度、数学では旧課程履修者、新課程履修者（現役生）のために2種類の試験科目が設けられた。しかし、学力の比較としての用を全く成さないほどの難易度の差（平均点22点差）があったことが判明した。謝罪や具体的な対応は無く、却って試験同士の難易度の事前調整という基本的な事すら行っていなかったことを露呈する結果となった。NHKのクローズアップ現代において、責任者として取材に答えた際のコメントは、「人生はもっと辛い事があるのだから（このような事など大した事ではない）」であった。

## 研究対象
脳ホルモンと行動などの神経内分泌学、生物時計の領域の神経科学を対象とするが、科学と価値観や心脳問題（特に意識など）といった科学教育にも力を注いでいる。

## 受賞・栄典
- 北海道医師会賞 （1984年）
- 北海道知事賞 （1984年）
- 瑞宝重光章（2007年）[3]

## 主著
- 『脳のホルモン』 (共著) （朝倉書店、1973年 ）
- 『現代産婦人科学大系、年刊追捕』（中山書店、1978年 ）
- 『総合栄養学事典』 （同文書院、1981年 ）
- 『神経内分泌学』 （「神経科学レビュー 1」 医学書院、1987年 ）
- 『生物リズムの研究』 （北海道大学図書刊行会、1989年 ）
- 『標準生理学 （第2版）』 （医学書院、1989年 ）

など多数の学術書、研究書を出している